# Trương Trọng Thi

Trương Trọng Thi được trao tặng Huân chương Bắc đẩu bội tinh

 Trương Trọng Thi (1936-2005) là một kỹ sư người Pháp gốc Việt.  Ông được xem là "cha đẻ của máy tính cá nhân" vì đã tạo ra Micral, máy tính cá nhân không phải công cụ và được thương mại hóa đầu tiên.

## Tiểu sử
Trương Trọng Thi sinh năm 1936 tại Chợ Lớn (Sài Gòn). Năm 14 tuổi, ông sang Pháp học, rồi trở thành kỹ sư ở Trường Vô tuyến điện Pháp (tên cũ là École Française de Radioélectricité hay EFR, nay là École des technologies de l'information et du management hay EFRE). Sau một thời gian làm cho Schlumberger, ông thành lập công ty riêng là R2E (viết tắt của Réalisation d'Études Électroniques).

Chiếc máy tính cá nhân Micral N do André Trương Trọng Thi sang chế

Năm 1973, ông chế tạo ra Micral, một trong những máy tính cá nhân đầu tiên trên thế giới. Một bản mẫu của nó hiện được trưng bày trong Viện bảo tàng máy tính Boston (Mỹ). Chiếc máy này ra đời hơn một năm trước máy Altair của công ty Mỹ MITS Electronics, công ty này cũng cho mình là cha đẻ của PC.
Trong một chuyến sang Hoa Kỳ, ông được biết công ty Intel đã phát triển một bộ vi xử lý có kích thước nhỏ. Khi quay về Pháp ông đã cho ra đời máy tính Micral với bộ vi xử lý Intel 8008, đây không chỉ là một máy tính tay đơn thuần mà là một chiếc máy tính cá nhân hoàn chỉnh có bộ nhớ 256 bytes (có thể mở rộng đến 1K!), bàn phím và màn hình. Micral tiếp tục được phát triển đến năm 1978, năm đó R2E bị tập đoàn Bull mua lại. Tập đoàn này sau đó đã thương mại hóa các phiên bản khác nhau của Micral để phục vụ cho các cơ quan hành chính Pháp và các trạm thu lộ phí. Tuy nhiên, Bull lại không thực hiện ý tưởng của Trương Trọng Thi là phát triển chiếc máy này thành công cụ sử dụng rộng rãi trong mọi gia đình.
Năm 1995, ông thành lập APCT, một công ty chuyên về các phần mềm bảo mật.
Ông được trao Huân chương Bắc Đẩu Bội tinh vào năm 1999.
Công lao của Trương Trọng Thi trong ngành máy tính còn được ghi nhận ở những ý tưởng tiên phong về loại máy vi tính tương thích, về xử lý và lưu trữ dữ liệu, về lưu trữ dữ liệu trên đĩa quang học.
Trương Trọng Thi mất ngày ngày 4 tháng 4 năm 2005 tại Paris sau hơn 2 năm rưỡi nằm viện.